# Provincia di Saraburi
La provincia di Saraburi  (in thailandese จังหวัดสระบุรี, Changwat Saraburi) è in Thailandia, nella regione della Thailandia Centrale. Si estende per 3.576,5 km², ha 643 828 abitanti (2020) e il capoluogo è il distretto di Mueang Saraburi, dove si trova la città principale Saraburi.

## Geografia antropica

Mappa degli Amphoe

La provincia è suddivisa in 13 distretti (amphoe). Questi a loro volta sono suddivisi in 111 sottodistretti (tambon) e 965 villaggi (muban).
| 1. Mueang Saraburi 2. Kaeng Khoi 3. Nong Khae 4. Wihan Daeng 5. Nong Saeng 6. Ban Mo 7. Don Phut | 1. Nong Don 2. Phra Phutthabat 3. Sao Hai 4. Muak Lek 5. Wang Muang 6. Chaloem Phra Kiat |

### Amministrazioni comunali
Non vi sono comuni della provincia con lo status di città maggiore (thesaban nakhon). I quattro comuni che rientrano tra le città minori (thesaban mueang) sono Saraburi (che nel 2020 aveva 59 263 residenti), Kaeng Khoi (11 253), Phra Phutthabat (33 458) e Thap Kwang (19 714). La più popolata tra le municipalità di sottodistretto (thesaban tambon) è Nong Khae, con 12 401 residenti.